# 门绍芬
门绍芬（法語：Menchhoffen，法語發音：[mɛnʃofən]）是法国下莱茵省的一个市镇，属于萨韦尔讷区。

## 地理
门绍芬（48°51'34"N, 7°29'54"E）面积4.27 平方千米，位于法国大東部大區下莱茵省，该省份为法国大陆部分最东部的省份，是阿尔萨斯的一部分，今与上莱茵省组成了阿尔萨斯欧洲集体，其南至上莱茵省，西南接孚日省和默尔特-摩泽尔省，西接摩泽尔省，北与德国接壤，东侧沿莱茵河与德国相望。
与门绍芬接壤的市镇（或旧市镇、城区）包括：英维莱尔、涅代尔苏尔特兹巴克、奥伯莫登-楚岑多夫、希勒斯多夫、于特维莱。
门绍芬的时区为UTC+01:00、UTC+02:00（夏令时）。

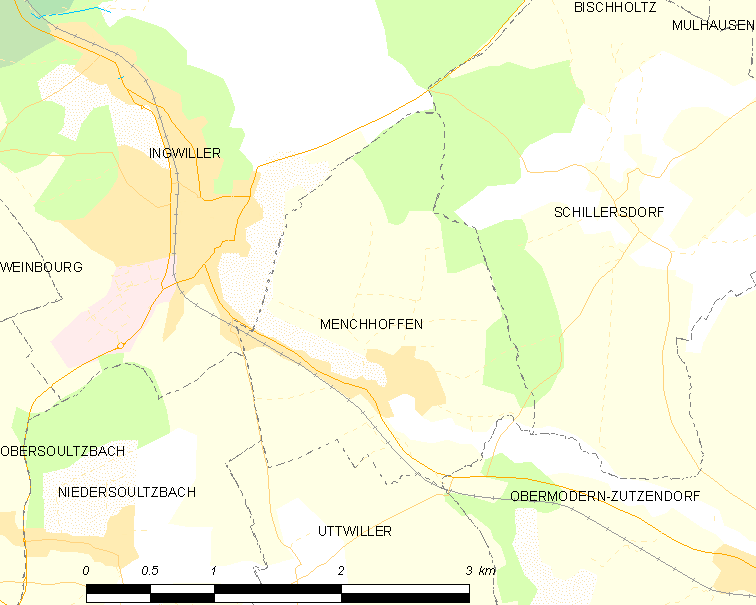
门绍芬的OSM定位图

## 行政
门绍芬的邮政编码为67340，INSEE市镇编码为67289。

## 政治
门绍芬所属的省级选区为英维莱尔县。

## 人口

1962-2008年间门绍芬人口变化图示

门绍芬于2022年1月1日时的人口数量为610人。